# Кејв Спринг (Вирџинија)
Кејв Спринг (енгл. Cave Spring) насељено је место без административног статуса у америчкој савезној држави Вирџинија.

## Демографија
По попису из 2010. године број становника је 24.922, што је 19 (-0,1%) становника мање него 2000. године.
| Група             | 2000.          | 2010.          |
| Белци             | 22.957 (92,0%) | 21.641 (86,8%) |
| Афроамериканци    | 605 (2,4%)     | 1.063 (4,3%)   |
| Азијати           | 738 (3,0%)     | 1.070 (4,3%)   |
| Хиспаноамериканци | 376 (1,5%)     | 693 (2,8%)     |
| Укупно            | 24.941         | 24.922         |